# Tremor harmónico

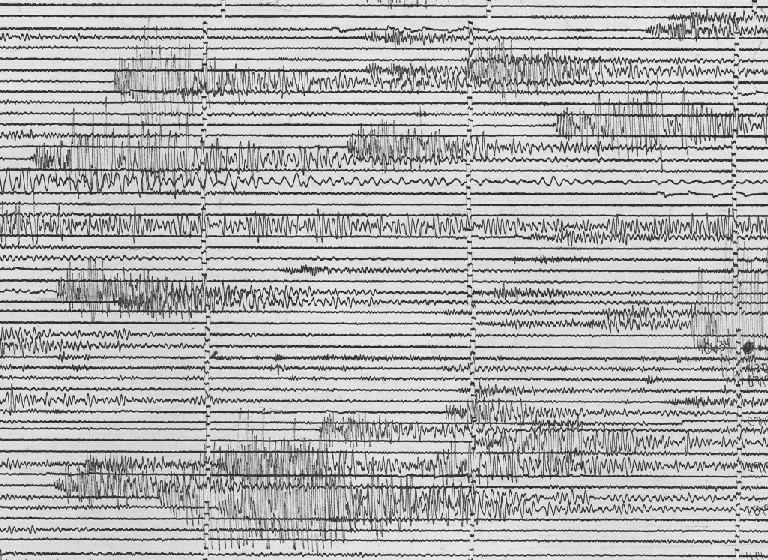
Registo sismográfico de tremor harmónioc.

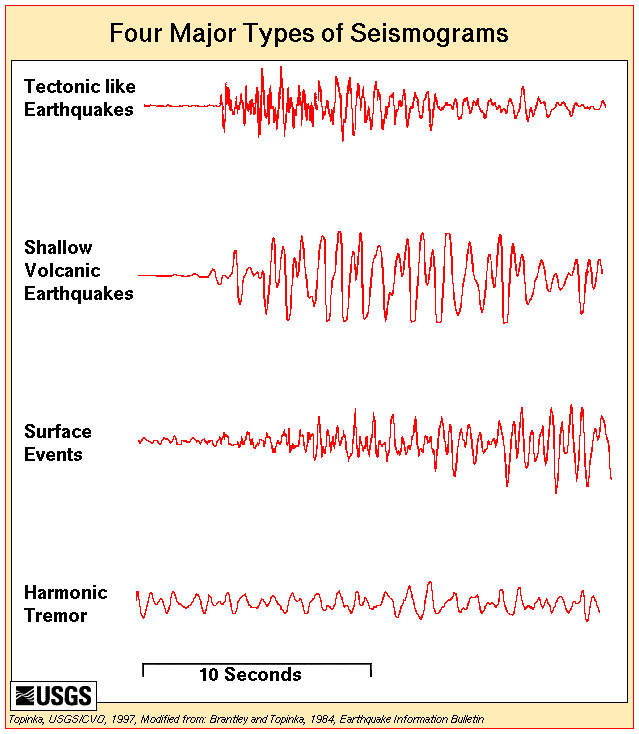
Quatro tipos principais de sismogramas, ou assinaturas sísmicas.

Tremor harmónico, ou tremor vulcânico, é a designação usada em sismologia e vulcanismo para descrever uma libertação sustentada de energia sísmica e infrassónica tipicamente associada ao movimento subterrâneo de magma, à libertação de gases vulcânicos do magma ou de vapor, ou a ambos. Trata-se de uma libertação de energia sísmica de longa duração, com linhas espectrais distintas, que frequentemente precede ou acompanha uma erupção vulcânica. Em termos mais gerais, um tremor vulcânico é um sinal contínuo que pode ou não possuir características espectrais harmónicas. Sendo um sinal contínuo de longa duração proveniente de uma fonte temporalmente alargada, um tremor vulcânico contrasta nitidamente com as fontes transitórias de radiação sísmica, tais como os tremores que estão tipicamente associados a terramotos e explosões.

## Descrição
Embora com algumas semelhanças, o tremor harmónico não deve ser confundido com o designado tremor episódico não vulcânico, frequentemente referido por tremor e deslizamento episódico (ETS), que pode ocorrer em sismos lentos.
A relação entre eventos de longo período e uma erupção iminente foi observada pela primeira vez por Bernard Chouet, um vulcanólogo que estava ao serviço da United States Geological Survey.